# Marstrand
Marstrand ( PRONÚNCIA) é uma cidade sueca localizada no sul da província histórica da Bohuslän, a uns 20 quilômetros a norte a cidade de Gotemburgo. Tem cerca de 1 500 habitantes, e pertence à comuna de Kungälv. Fica situada em duas ilhas – Marstrandsön e Koön. É uma cidadezinha idílica, com muitos turistas no Verão. A sua grande atração turística é a Fortaleza de Carlsten.

## Etimologia
O nome geográfico Marstrand designou originalmente uma localidade piscatória. Deriva das palavras mal (areia/banco de areia) e strand (margem, em alusão a margem com cabanas de pescadores).
A cidade está mencionada como Mastrand, em 1293, e como Malstrand em 1313.